# Бирма (пароход)
«Би́рма» — трансатлантический пассажирский пароход. Был построен в 1894 году под именем «Arundel Castle» и годом позже введён в эксплуатацию. Во время службы имел несколько названий и плавал под разными флагами. В 1912 году пароход «Бирма» участвовал в ликвидации последствий крушения «Титаника».

## История
Пароход «Бирма» задумывался как трансатлантическое пассажирское судно британской постройки для судоходной компании Castle Line (Castle Mail Packet Company Ltd.), которая осуществляла пассажирские и грузовые перевозки из Великобритании в Индию, а затем в Южную Африку. Пароход был построен в 1894 году компанией Fairfield Shipbuilding и Engineering Company в Говане (Великобритания) под первоначальным названием Arundel Castle.
В 1905 году судно было приобретено Восточно-Азиатской компанией и переименовано в «Бирму» (ориг. Birma). В это время пароход использовался на дальневосточном маршруте.
Позже в 1908 году «Бирма» была передана Русскому Восточно-Азиатскому обществу, бывшему дочерним предприятием датской Восточно-Азиатской компании. В это время «Бирма» в основном использовалась как иммигрантское судно, работавшее на маршрутах между Соединенными Штатами и Нидерландами. В свое первое плавание по новому маршруту из Либавы в Нью-Йорк «Бирма» отправилась 8 декабря 1908 года.
В 1912 году «Бирма» была одним из кораблей, участвовавших в ликвидации последствий крушения «Титаника».
В 1913 году «Бирма» была переименована Русским Восточно-Азиатским обществом в «Митаву». В 1914 году она была заложена в Кронштадте во время Первой мировой войны, где и оставалась (несмотря на то, что была окрашена как госпитальное судно). После окончания войны «Бирма» вернулась в собственность Восточно-Азиатской компании и в 1914—1918 годах судно плавало в Юго-Восточной Азии.
В 1921 году судно было продано Польской Навигационной компании и получило имя Jozef Pilsudski. Первый рейс под новым названием был запланирован на конец года, но пароход был конфискован в Киле (Германия) за неуплату счетов за ремонт на сумму 200 тысяч долларов.
После того, как Польская Навигационная компания была ликвидирована, судно купила Немецкая компания, которая переименовывала его в Wilbo. В 1924 году судно было разобрано на металлолом в Генуе.

## «Бирма» во время крушения Титаника

### Общая картина событий
11 апреля 1912 года «Бирма» покинула Нью-Йорк и следовала в Роттердам. В то время на торговых судах использовались радиостанции систем Маркони, Телефункен и Де Форест. «Бирма» была оснащена радиостанцией марки Де Форест.
15 апреля корабль получил CQD и SOS-сообщения о бедствии от «Титаника». Телеграфист «Бирмы» Джозеф Кэннон быстро записал местоположение, указанное Титаником, (41°46' с. ш. 50°14' в. д.). Он спросил, что произошло, и «Титаник» ответил, что они тонут после столкновения с айсбергом. Капитан «Бирмы», проинформированный о ситуации, передал пострадавшему судну сообщение о том, что они находятся в 100 морских милях и прибудут в указанное место примерно в 6:30 утра 15 апреля.

Нахождение «Бирмы» относительно «Титаника»

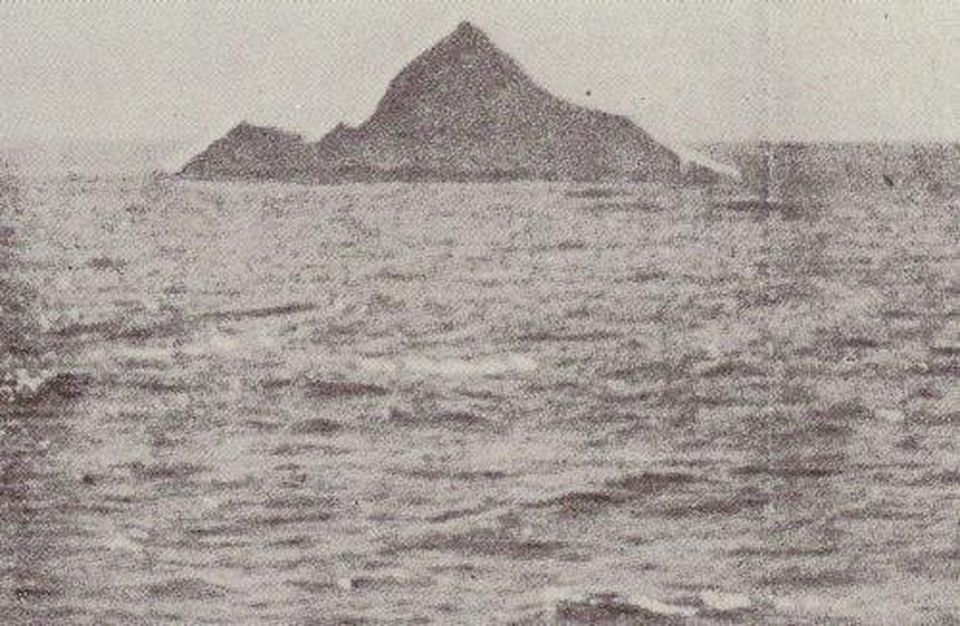
Фотография айсберга, сделанная на «Бирме»

Капитан Людвиг Стулпинг немедленно изменил курс «Бирмы», направив её полным ходом (14½ узлов) к месту крушения «Титаника». Пятнадцать дополнительных кочегаров были отправлены к котлам, а главный стюард привлёк весь доступный ему персонал для приготовления еды для пострадавших.
Первоначально «Бирма» не знала, что терпящий бедствие корабль был «Титаником», так как позывной последнего «MGY» был настолько новым, что его не было в книгах идентификации «Бирмы». Позже они были проинформированы близлежащим судном «Франкфуртом», что «MGY» является позывным Титаника.
«Бирма» в конце концов достигла заданных координат в 7:30 утра, но поняла, что местоположение, указанное «Титаником», было неточным из-за большого количества пакового льда в окрестностях. Они находились в 13 морских милях от места, где «Титаник» фактически затонул. Телеграфная служба «Бирмы» приняла сообщения от судна «Карпатия», которое сообщало, что они уже спасли выживших на «Титанике».
В результате «Бирма» вернулась на запланированный курс.
Британские пассажиры на борту организовали траурную службу по жертвам «Титаника», которая состоялась 21 апреля. Поскольку на борту не было британского флага, он был специально сшит, вместе с ним были опущены флаги Соединённых Штатов и России.

### Инцидент с радиостанциями «Маркони»
Получив сообщение от «Карпатии» о том, что они уже подобрали выживших, «Бирма» предложила помощь в виде припасов, на что получила ответ: «Заткнись», что объяснялось политикой беспроводной телеграфной компании Маркони, запрещавшей операторам своих систем оказывать содействие судам, использовавшим радиоустройства конкурентов. Дальнейшие попытки связаться с «Карпатией» привели к похожим результатам.
Подписанные показания о катастрофе «Бирма» позже даст британской The Daily Telegraph 25 апреля. Причём до того, как члены экипажей «Калифорниэн» и «Маунт Тампль» дадут свои собственные.
Более позднее британское расследование проигнорировало показания «Бирмы», основываясь на предыдущих показаниях экипажа «Калифорниэн», который отрицал, что слышал, как Бирме сказали «заткнуться». Американское расследование лишь кратко рассмотрело это обвинение. На что генеральный менеджер Маркони в Соединённых Штатах ответил, что игнорировать запросы судов, использующих радиоустройства марки Маркони, во время чрезвычайных ситуаций никогда не было политикой компании.
Копии телеграмм, отправленных «Титаником» и полученных «Бирмой» в связи с затоплением, позже были помещены в Национальный архив Соединённого Королевства.